# Wijken en buurten in Margraten
De voormalige Nederlandse gemeente Margraten (sinds 2011 deel van de nieuwe gemeente Eijsden-Margraten) is voor statistische doeleinden onderverdeeld in wijken en buurten. De voormalige gemeente is verdeeld in de volgende statistische wijken:
- Wijk 00 Margraten (CBS-wijkcode:093600)
- Wijk 01 Cadier en Keer (CBS-wijkcode:093601)
- Wijk 02 Sint Geertruid (CBS-wijkcode:093602)
- Wijk 03 Mheer - Noorbeek (CBS-wijkcode:093603)

Een statistische wijk kan bestaan uit meerdere buurten. Onderstaande tabel geeft de buurtindeling met kentallen volgens het Centraal Bureau voor de Statistiek (2008):
| CBS-buurtcode | Buurtnaam               | Inwonertal | Opp. totaal (ha) | Opp. land (ha) | Ligging                |
| ------------- | ----------------------- | ---------- | ---------------- | -------------- | ---------------------- |
| BU09360000    | Margraten               | 3380       | 718              | 718            | Locatie in de gemeente |
| BU09360001    | Termaar                 | 90         | 78               | 78             | Locatie in de gemeente |
| BU09360002    | Groot- en Klein-Welsden | 190        | 192              | 192            | Locatie in de gemeente |
| BU09360003    | 't Rooth                | 40         | 88               | 88             | Locatie in de gemeente |
| BU09360004    | Scheulder               | 350        | 70               | 70             | Locatie in de gemeente |
| BU09360005    | Gasthuis-Wolfshuis      | 110        | 325              | 325            | Locatie in de gemeente |
| BU09360100    | Cadier                  | 3370       | 155              | 155            | Locatie in de gemeente |
| BU09360101    | Sint Antoniusbank       | 120        | 31               | 31             | Locatie in de gemeente |
| BU09360102    | Berg                    | 150        | 64               | 64             | Locatie in de gemeente |
| BU09360103    | Bemelen                 | 350        | 144              | 144            | Locatie in de gemeente |
| BU09360104    | Honthem                 | 120        | 82               | 82             | Locatie in de gemeente |
| BU09360109    | Verspreide huizen       | 150        | 609              | 609            | Locatie in de gemeente |
| BU09360200    | Sint Geertruid          | 980        | 49               | 49             | Locatie in de gemeente |
| BU09360201    | Eckelrade               | 570        | 117              | 117            | Locatie in de gemeente |
| BU09360202    | Herkenrade              | 170        | 43               | 43             | Locatie in de gemeente |
| BU09360203    | Moerslag-Libeek         | 120        | 89               | 89             | Locatie in de gemeente |
| BU09360204    | Bruisterbosch           | 60         | 28               | 28             | Locatie in de gemeente |
| BU09360209    | Verspreide huizen       | 70         | 1230             | 1230           | Locatie in de gemeente |
| BU09360300    | Mheer                   | 960        | 436              | 436            | Locatie in de gemeente |
| BU09360301    | Banholt                 | 1030       | 455              | 455            | Locatie in de gemeente |
| BU09360302    | Noorbeek                | 770        | 90               | 90             | Locatie in de gemeente |
| BU09360303    | Terlinden               | 120        | 50               | 50             | Locatie in de gemeente |
| BU09360304    | Bergenhuizen en Schey   | 120        | 225              | 225            | Locatie in de gemeente |
| BU09360305    | Hoogcruts               | 80         | 44               | 44             | Locatie in de gemeente |
| BU09360309    | Verspreide huizen       | 60         | 358              | 358            | Locatie in de gemeente |